# アメリカ合衆国によるドミニカ共和国占領 (1916年-1924年)
アメリカ合衆国によるドミニカ共和国占領（アメリカがっしゅうこくによるドミニカきょうわこくせんりょう、英語: United States occupation of the Dominican Republic）は1916年から1924年まで、アメリカ合衆国がドミニカ共和国を占領した事件。20世紀の米国がラテンアメリカ諸国に対して行った軍事介入の1つである。1916年5月13日、フアン・イシドロ・ヒメネス・ペレイラ大統領から権力を奪取したドミニカ戦争相デシデリオ・アリアスは米国のウィリアム・バンクス・ケイパートン海軍少将のサント・ドミンゴを砲撃するという脅しに屈してサント・ドミンゴを離れた。
最初の大規模な戦闘は6月27日にラス・トレンチェラス（Las Trencheras）で起こった。反乱軍は縦に並んだ2つの山で塹壕を掘ってサンティアゴへの道を封鎖した。チャンドラー・キャンベル大尉（Chandler Campbell）の第13中隊の野砲と機関銃小隊は敵軍の塹壕を見下ろせる山に陣地を構えると発砲し始めた。海兵隊はそれを掩護に反乱軍の第一の防御線に突撃、反乱軍は2つ目の山にある塹壕に後退した。反乱軍は反撃に転じたが、米軍の野砲が砲撃を再開したため短期間で失敗に終わった。戦闘開始からわずか45分後には海兵隊が戦死1人、負傷4人という損害だけで敵軍の陣地を占領した。塹壕には死体も武器も残されなかったが、後に近くの森で反乱軍の兵士5人の死体が発見された。この戦闘の様式は戦中に繰り返された。大砲、機関銃、小部隊の機動、兵士個人の訓練や射撃術のどれをとっても海兵隊が優位に立っている以上、太刀打ちできるドミニカ軍など存在しなかったのであった。

## 侵攻
アメリカ海軍は漸次的な侵攻でドミニカ政府と軍と警察を全て支配した。最初の上陸は1916年5月5日、海兵隊の2個中隊がプレーリーからサント・ドミンゴに上陸したときだった。上陸の目的はアメリカ公使館員と領事の保護、そしてサン・ヘロニモ砦（San Geronimo）の占領だった。上陸軍は数時間後に7個中隊の増援を受けた。5月6日、キャスタインからの軍勢が上陸して、同じくアメリカに軍事占領されていたハイチの公使館員を保護した。最初の上陸から2日後にあたる5月7日、民選大統領フアン・イシドロ・ヒメネス・ペレイラが辞任した。
1916年5月15日、ケイパートン提督の部隊がサント・ドミンゴを占領した。6月1日、ジョセフ・ヘンリー・ペンドルトン大佐率いる海兵隊の部隊が重要な港であるプエルト・プラタとモンテ・クリスティを占領、海上封鎖を行った。7月3日のグアヤカナスの戦いから2日後、海兵隊はアリアスの根拠地であるサンティアゴ・デ・ロス・カバリェロスに前進した。しかし、アリアスは抵抗をやめてケイパートンと合意、戦闘を回避した。3日後、アリアスが出国した。残りの占領軍はその後の2か月内に上陸してドミニカ全国を占領した。11月29日、ハリー・シェパード・ナップ大尉（旗艦オリンピア）を首班とする軍政府が成立した。

## 占領開始

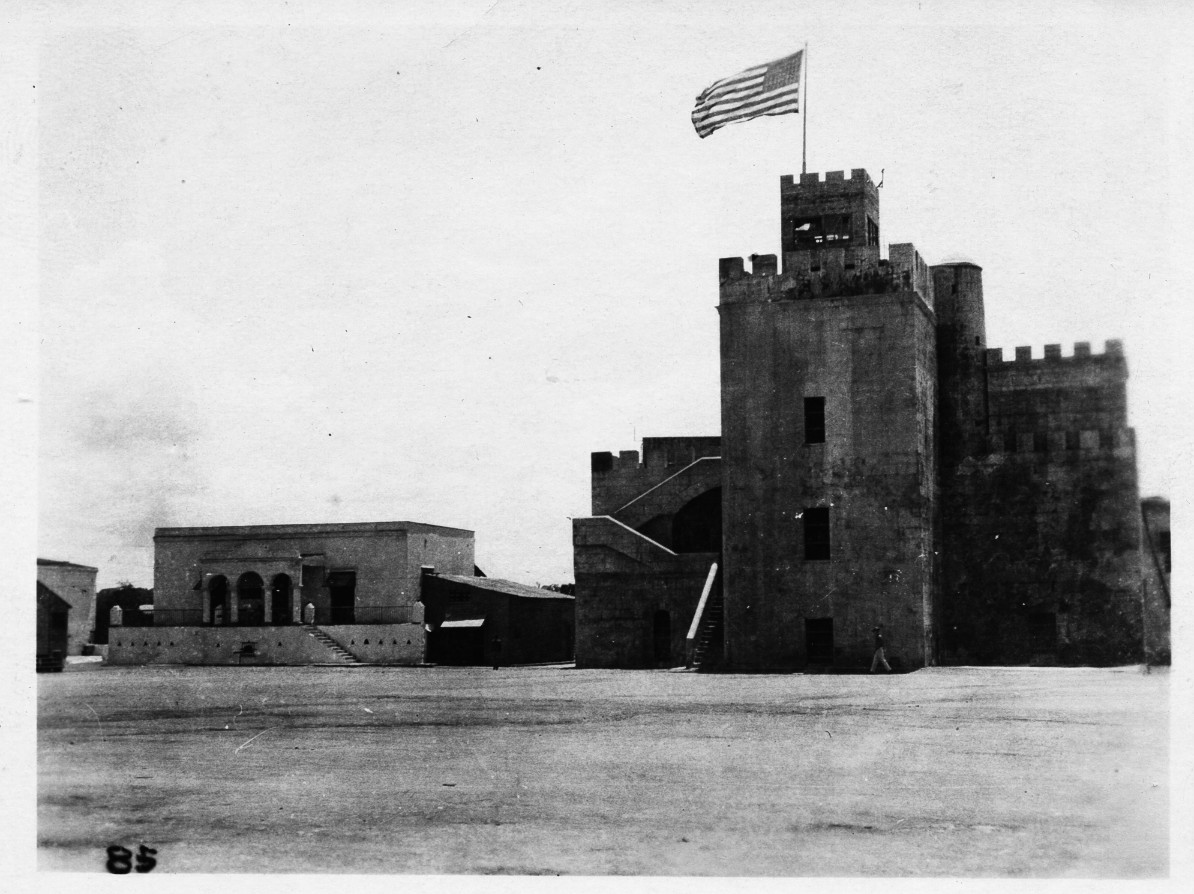
オサマ砦にはためくアメリカ合衆国の国旗、1922年撮影。

海兵隊は東部地域を除くドミニカ共和国の大半の治安を回復したと主張したが、実際には直接と間接の抵抗運動が全国で継続した。しかし、軍政府が成功を収めた政策もあった。すなわち、軍政府は財政収支の均衡を成立させ、国債を減らし、経済発展の方向を米国に向かわせ、インフラ建設計画の一環として道路を建設して軍人を全国に派遣できるようにした。さらに米国に敵対的で内戦を引き起こした民兵隊の代わりに米国に友好的なドミニカ警察衛兵という専業軍事組織を設立して、権力を現地のエリート層から奪いつつ兵士の忠誠心を中央政府に向かわせた。
しかし、スペイン語も話さず、共和国の福祉にあまり関心をもっていない外国人に主権を明け渡してしまったことに多くのドミニカ人が憤慨した。ラモン・ナテラ将軍などを指導者とした「ガビリェロス」（gavilleros）と呼ばれたゲリラ運動はエル・セイボ州やサン・ペドロ・デ・マコリス州など東部諸州で広範な支持を得た。このゲリラ運動は土地勘を武器に1917年から1921年まで米国に抵抗した。しかし抵抗運動は膠着に陥り、ゲリラは条件付き降伏に同意した。

## 撤退

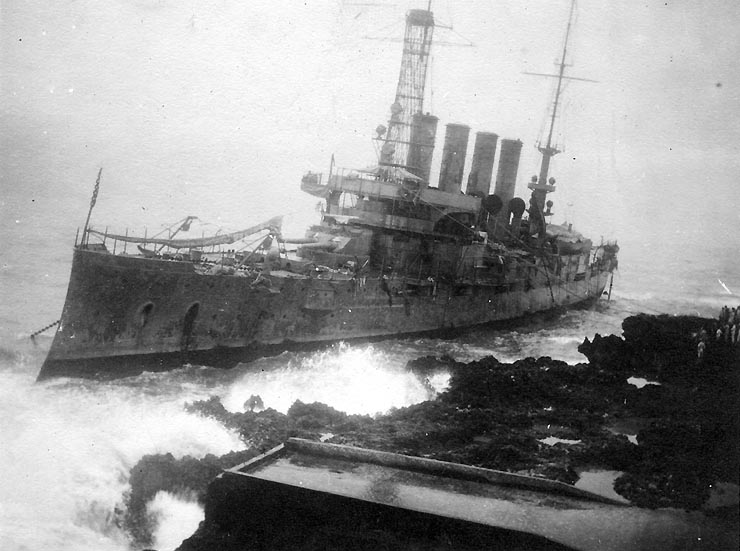
1916年8月29日に荒波でサント・ドミンゴで座礁したメンフィス。

第一次世界大戦後、米国での世論は占領に反対するようになった。ウッドロウ・ウィルソンの後任として1921年3月に就任したウォレン・ハーディングはハイチとドミニカ共和国の占領への反対運動を打ち出した。1921年6月、米国代表はハーディング計画と呼ばれる撤退提案を提示した。この提案では軍政府の行動を全て批准すること、公的建設などの支出のための借款250万米ドルを許可すること、ドミニカが警察衛兵（現国民衛兵）に米国人士官を受け入れること、米国の監督下で選挙を行うことを撤退の条件とした。ドミニカの世論は反対一辺倒だったが、中道派の政治家は提案を基に交渉を行い、1922年6月30日の米国国務長官チャールズ・エヴァンズ・ヒューズとドミニカ駐アメリカ大使フランシスコ・ペイナド（Francisco J. Peynado）の合意につながった。この合意では選挙が行われるまでの暫定大統領の選出が定められた。高等弁務官サムナー・ウェルズの監督下、フアン・バウティスタ・ビシニ・ブルゴスが1922年10月21日に暫定大統領に就任した。1924年3月15日の大統領選挙では親米派のオラシオ・バスケス・ラハラがペイナドに勝利した。バスケスの同盟党（Partido Alianza）も上院と下院の両方で勝利した。7月13日にバスケスが就任すると、ドミニカ共和国の支配は正式にドミニカ人の手に戻った。

## その後
米軍は撤退したが、関税の徴収と使用についての懸念が残った。そのため、米国とドミニカ共和国の代表が会談して、1924年12月27日に条約を締結、米国がドミニカ共和国の関税収入の支配権を与えられた。この条約は1941年に廃止され、関税収入の支配権がドミニカ共和国政府に戻った。しかし、この条約によりドミニカ共和国の国民の間で遺恨が残った。
ドミニカ戦役記章はこの戦争に参加した軍人に授与された従軍記章である。